# Уч-Терек
Уч-Терек (кирг. Үч-Терек) — село в Токтогульском районе Джалал-Абадской области Кыргызстана. Административный центр Уч-Терекского айылного аймака.

## География
Село расположено в северо-восточной части области, на берегах реки Саргата, вблизи места впадения её в Токтогульское водохранилище, на расстоянии приблизительно 21 километра (по прямой) к юго-востоку от города Токтогула, административного центра района. Абсолютная высота — 950 метров над уровнем моря.

## Население
Согласно оценочным данным Национального статистического комитета Кыргызской Республики, численность населения села на начало 2023 года составляла 3709 человек.
| год     | 2009 | 2014 | 2015 | 2020 | 2021 | 2023 |
| ------- | ---- | ---- | ---- | ---- | ---- | ---- |
| человек | 3097 | 3109 | 3155 | 3673 | 3717 | 3709 |